# رودريغو بالاسيو

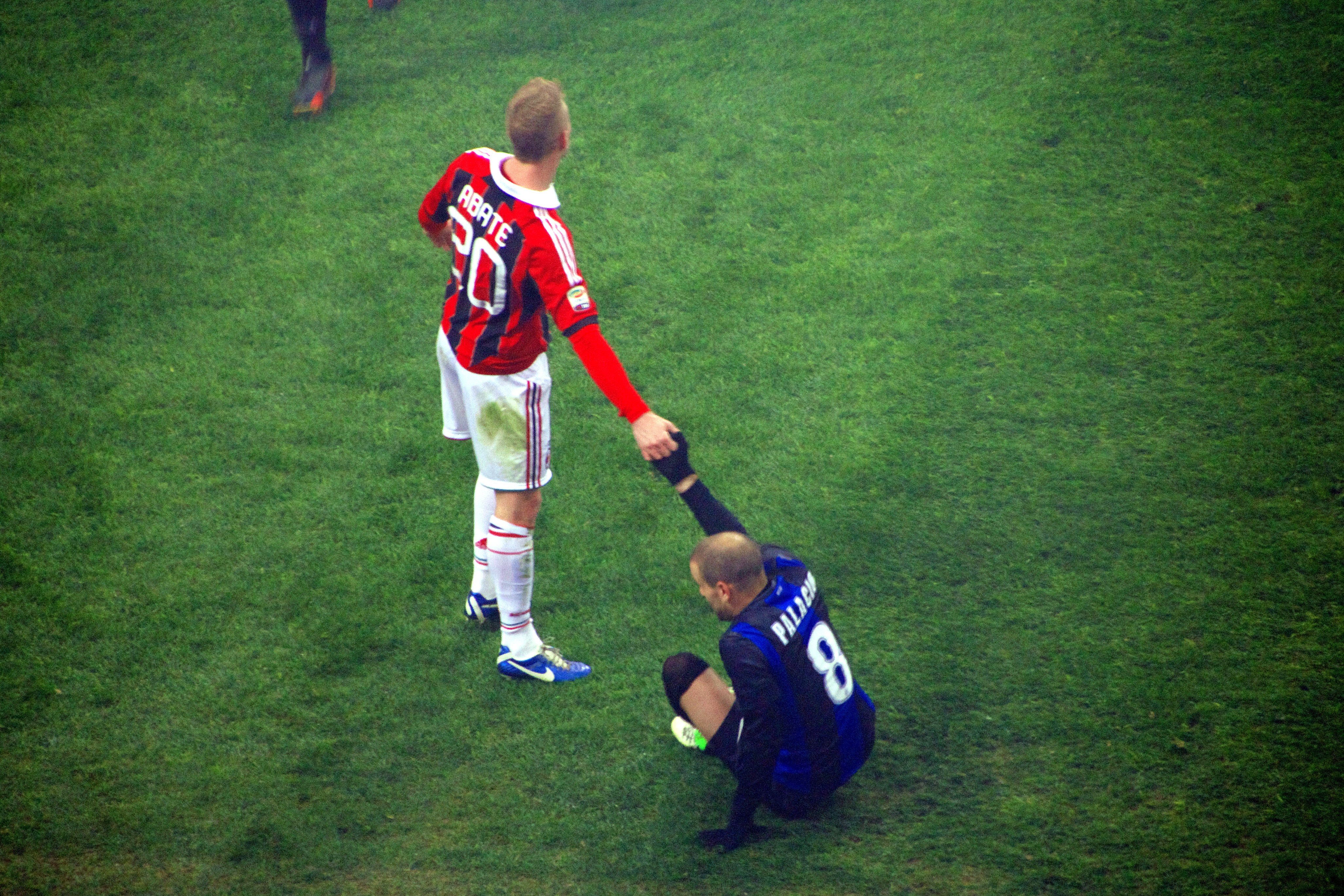

رودريغو سيباستيان بالاسيو (مواليد 5 فبراير 1982 في باهيا بلانكا - الأرجنتين) (بالإسبانية: Rodrigo Sebastián Palacio)‏ لاعب كرة قدم أرجنتيني سابق، كان يلعب لصالح نادي لدرجة الأولى نادي انترميلان الإيطالي منذ 2012 في مركز المهاجم الثاني كما يجيد اللعب في مركز الجناح.

## روابط خارجية
- رودريغو بالاسيو على موقع الاتحاد الدولي (مؤرشف)  (الإنجليزية)
- رودريغو بالاسيو على موقع الاتحاد الأوربي (الإنجليزية)
- رودريغو بالاسيو على موقع إي إس بي إن إف سي (الإنجليزية)
- رودريغو بالاسيو على موقع قاعدة بيانات كرة القدم.إي يو (الإنجليزية)
- رودريغو بالاسيو على موقع ليكيب (الفرنسية)
- رودريغو بالاسيو على موقع ناشيونال فوتبول تيمز (الإنجليزية)
- رودريغو بالاسيو على موقع Soccerbase.com (لاعب) (الإنجليزية)
- رودريغو بالاسيو على موقع Soccerway.com (الإنجليزية)
- رودريغو بالاسيو على موقع عالم كرة القدم.نت (الإنجليزية)
- رودريغو بالاسيو على موقع كووورة